# Villa Dopheide

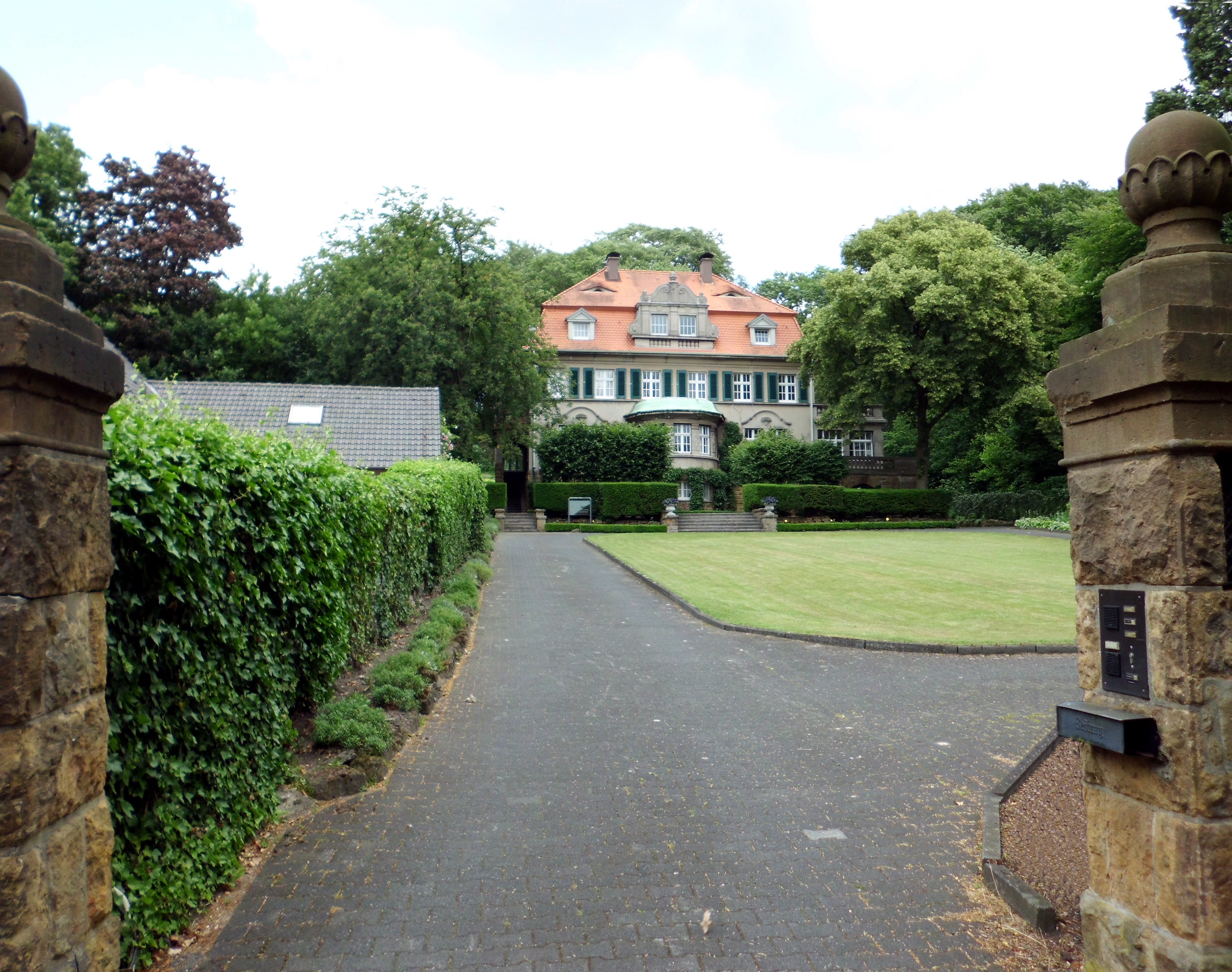
Die Villa Dopheide (2012)

Villa Dopheide ist eine 1922/23 erbaute Villa in Bielefeld-Brackwede, Schulstraße 40b. Sie ist seit 1995 in der Liste der Baudenkmäler im Stadtbezirk Bielefeld-Brackwede eingetragen.

## Geschichte
1922/23 ließ Karl Dopheide (1886–1938), Direktor der Bielefelder Hartsteinwerke, die Villa nebst für sich und seine Familie errichten und einen großen Park dazu anlegen. Sein Vater Heinrich August Dopheide (1851–1910) hatte das Unternehmen 1912 gegründet. Das Stammwerk befand sich nahe dem evangelischen Friedhof an der Brackweder Straße und stellte bis Mitte der 1980er Jahre Kalksandsteine her.
Planung und Ausführung der Villa mit der zentralen Halle mit Kamin orientierte sich am Vorbild englischer Häuser. Zudem wurden als Bauschmuck traditionelle heimatliche Elemente verschiedener Stilepochen eingesetzt. Architekt war Hugo Peter Georg von Lengerken (1888–1942), der auch für die Spinnerei Vorwärts in Gadderbaum gearbeitet und unter anderem einen Umbau der Pideritschen Bleiche in Sennestadt geplant hatte.
2005 gründete der im Hause wohnende Enkel und Erbe des Bauherren, Jan-Dietrich Dopheide, den Bielefelder Denkmalverein.